# Manota cultrigera
Manota cultrigera är en tvåvingeart som beskrevs av Heikki Hippa 2008. Manota cultrigera ingår i släktet Manota och familjen svampmyggor.
Artens utbredningsområde är Madagaskar. Inga underarter finns listade i Catalogue of Life.